# Свилен Русинов
Свилен Русинов е български кмет и бивш боксьор.
Дългогодишен капитан на националния отбор по бокс на България. Той е медалист и шампион от национални и международни турнири. Многократен шампион на България.
Медалист от европейските първенства в Торино (1987), Атина (1989), Гьотеборг (1991) г. Европейски шампион от Бурса, 1993 г. Носител на бронзов медал от Световното първенство в Рино, 1986 г. Световен вицешампион от първенствата в Сидни (1991) и Тампере (1993).
Участва в Олимпийските игри в Сеул през 1988 г. Печели бронзов медал на XXV летни олимпийски игри в Барселона през 1992 г.
Носител на медали от турнири за Световната купа: сребърен от Бомбай, Индия през 1990 г. и бронзов от Банкок, Тайланд през 1994 г., на който турнир побеждава световния шампион в тежка категория за професионалисти Виталий Кличко.
Почетен гражданин е на Община Тетевен. Два мандата кмет на родното си село Градежница а по-късно е зам.кмет на община Тетевен, област Ловеч.